# Kanamat Chussejewitsch Botaschew
Kanamat Chussejewitsch Botaschew (russisch Канамат Хусеевич Боташев; * 20. Mai 1959 in Teberda, Russische Sozialistische Föderative Sowjetrepublik, Sowjetunion; † 22. Mai 2022 bei Popasna, Oblast Luhansk, Ukraine) war ein Generalmajor der russischen Luftstreitkräfte.

## Leben
Im Jahr 1976 schloss er das Gymnasium ab. 1981 machte er seinen Abschluss an der Höheren Militärfliegerschule für Piloten in Jeisk. 2010 machte er seinen Abschluss an der Militärakademie des Generalstabes der Streitkräfte der Russischen Föderation.
Am 29. Dezember 2012 wurde gegen ihn ein Strafverfahren nach Artikel 351 des Strafgesetzbuchs (Verstoß gegen die Flugregeln) eingeleitet, weil er eine Suchoi Su-27 unter Verletzung der Flugregeln zum Absturz gebracht hatte. Er soll das Flugzeug ohne ordnungsgemäße Ausbildung und medizinische Untersuchungen vor dem Flug gesteuert und dann beschlossen haben, Kunstflug zu betreiben, wodurch die Su-27 versehentlich zerstört wurde. Botaschew wurde zu vier Jahren auf Bewährung und einer Geldstrafe von fünf Millionen Rubel verurteilt. 2013 wurde er aus der Armee entlassen. Danach arbeitete er als stellvertretender Leiter der DOSAAF in Sankt Petersburg und im Oblast Leningrad und als stellvertretender Direktor eines Aeroclubs in Sankt Petersburg.
Ukrainischen Medien zufolge nahm er am Russisch-Ukrainischen Krieg teil und starb am 22. Mai 2022 in der Nähe von Popasna als Pilot einer Suchoi Su-25, die von einer FIM-92-Stinger-Flugabwehrrakete abgeschossen wurde. Russische Medien bestätigten später seinen Tod bei Kämpfen in der Ukraine. Beobachter spekulierten, dass Botaschew als Söldner für die Gruppe Wagner geflogen war.
Ihm wurde postum der Titel Held der Russischen Föderation verliehen.